# 等速ジョイント

ボールを用いた等速ジョイント(ツェッパジョイント)の作動の様子

等速ジョイント（とうそくジョイント、英: Constant-velocity joint）とは、入力側と出力側の速度を維持した状態で角度を自由に変化して回転力を伝達できる継手。

## 概要
等速ジョイントが実用化されるまでに同様の目的で使用されていた自在継手では、屈曲の角度に比して出力側の回転ムラが大きくなる欠点があり、これらを克服する目的で等速ジョイントが開発された。等速ジョイントが開発、量産化されたことにより、自動車では前輪駆動方式が増えた。2018年には最大作用角55°までが実用化された。

## 歴史
等速ジョイントの原型であるツェッパジョイントが1930年代にハンガリーのアルフレッド H. ツェッパ（Alfred H. Rzeppa）により考案され、1956年にイギリスのハーディ・スパイサー社が（Hardy Spicer）が、インナーレース、ボールケージ、ボール、アウターレースからなる「バーフィールドジョイント」を実用化し、1959年にブリティッシュ・モーター・コーポレーション（BMC）のミニを始めとする前輪駆動車に採用され、日本国内では1963年（昭和38年）にスズキ・スズライトに採用された。アメリカ合衆国のスパイサー社（Spicer Manufacturing Company）の特許を用いてフロントエンジン・リアドライブ方式では1976年に独立懸架を備えたトヨタ・マークIIで採用された。